# Eva Wiedemann
Eva Wiedemann (* 5. Dezember 1988 in Düren, Nordrhein-Westfalen) ist eine deutsche Schauspielerin.

## Leben
Eva Wiedemann wuchs in Frauwüllesheim auf und besuchte die Albertus-Magnus-Grundschule in Eschweiler über Feld. In der Angela-Schule in der Kreisstadt Düren wurde schon früh ihr schauspielerisches Talent erkannt. Sie wurde in der Theater-AG von einigen Lehrpersonen gefördert.
Nach dem Abitur 2007 studierte sie von 2008 bis 2012 an der Theaterakademie Köln. Das Studium schloss sie als Diplom-Schauspielerin ab. Wiedemann hat Chorerfahrung und Weiterbildungen in  Bewegungstheater und Schwarzlichttheater gemacht. Sie hatte eine künstlerische Lehrtätigkeit mit autistischen Kindern in Jakarta.
Wiedemann wohnt in Köln.

## Rollen (Auswahl)
Von 2009 bis 2016 ist Eva Wiedemann an folgenden Theatern als Schauspielerin aufgetreten:
- Bürgerhaus Stollwerck, Köln
- Kunsthaus Rhenania, Köln
- Studio Balance
- Orangerie Theater im Volksgarten, Köln
- Sommertheater im Garten des Hopper Hotel St. Antonius
- Konradhaus Koblenz
- Theater Tiefrot, Köln
- Clingenburg Festspiele
- Kleines Theater Bad Godesberg
- Schlosstheater Neuwied
- Landesbühne Rheinland-Pfalz
- Burgfestspiele Mayen, Genovevaburg
- Komödie am Altstadtmarkt,  Braunschweig